# Satanoperca mapiritensis
Satanoperca mapiritensis är en fiskart som först beskrevs av Fernández-yépez, 1950.  Satanoperca mapiritensis ingår i släktet Satanoperca och familjen Cichlidae. Inga underarter finns listade i Catalogue of Life.